# آلکس گومز آبلو
آلکس گومس (اسپانیایی: Aleix Gómez‎؛ زادهٔ ۷ مهٔ ۱۹۹۷) بازیکن هندبال اهل اسپانیا است.
از باشگاه‌هایی که در آن بازی کرده‌است می‌توان به باشگاه هندبال بارسلونا اشاره کرد.